# Болдырев, Григорий Иванович
Григорий Иванович Болдырев (6 ноября 1890, Москва — 26 декабря 1949, там же) — доктор экономических наук, юрист, налоговед.

## Биография
Г. И. Болдырев принадлежал к Петербургской (Ленинградской) школе финансового права. Вопросами внешней торговли активно занимался с 1912 года. Первая мировая война внесла корректировки в планы юриста, в чине прапорщика он отправляется на фронт в составе 206-го пехотного Сальянского полка, где 24 июня 1916 года получает ранение. После Октябрьской революции проживал в Ленинграде. В 1921-1924 гг. преподавал в Ленинградском Государственном Университете. В 20-е гг. работал консультантом по финансово-экономическим вопросам и заведующим Статистическо-информационным отделом торгового представительства СССР в Финляндии. С 1927 г. в Москве. Профессор центральных заочных курсов финансово-экономической науки НКФ СССР.  1946-1949 гг. заведующий кафедрой «Финансовое страхование» Московского финансового института.
Опытный экономист Г. И. Болдырев считал, что финансовое право даёт богатейший и ценный материал для выводов финансовой науки. Авторитет профессора в 40-х гг. был настолько высок, что ему было поручено подготовить программу по финансовому праву для высших юридических учебных заведений, которая была утверждена 6 августа 1946 года Министерством высшего образования .

## Семья
Зять ветеринара и дипломата С. Г. Горчакова (Гринцера).

## Основные труды
- Болдырев Г. И. Подоходный налог на Западе и в России / Проф. Г. И. Болдырев. - Ленинград : Изд-во Сев.-зап. промбюро В.С.Н.Х., 1924., 274 с.
- Болдырев Г. И. Лекции по финансовой науке. М., 1928
- Болдырев Г. И. Японские милитаристы провоцируют войну. - [Москва] : Гос. изд-во полит. лит-ры, 1938 (Ф-ка детской книги Детиздата). - 64 с
- Болдырев Г. И. Финансы Японии  : (Опыт ист. анализа) / проф. Г. И. Болдырев. - Москва : Госфиниздат, 1946 (Ленинград : тип. им. Котлякова). - 289 с.
- Болдырев Г. И. История японских государственных финансов : - Москва, 1946. - 719 с